# Basílica de los Santos Ambrosio y Carlos en el Corso
La basílica de los Santos Ambrosio y Carlos en el Corso (en italiano: Sant'Ambrogio e Carlo al Corso, normalmente conocida solo como San Carlo al Corso, es una iglesia romana del siglo XVII, erigida en la  parte central de la Via del Corso. Su construcción se inició en 1612 y finalizó en 1669, y reemplazó a otra iglesia anterior del siglo X. En la parte trasera, al otro lado de la Via di Ripetta a la que da el ábside, se encuentra el mausoleo de Augusto.
Esta iglesia es la iglesia nacional de los lombardos que residen en Roma y está dedicada a los santos milaneses Ambrosio y Carlos Borromeo (En el deambulatorio detrás del santuario, hay un nicho donde se encuentra un relicario que guarda el corazón de san Carlos, donado a la iglesia en 1614 por el cardenal Federico Borromeo, primo del santo). El título de cardenal de la iglesia pertenece tradicionalmente al arzobispo de Milán y es una de las, al menos tres iglesias romanas, dedicadas a Borromeo, siendo las otras San Carlo ai Catinari y San Carlo alle Quattro Fontane. Desde 1906 ha sido oficiada por el Instituto de la Caridad (rosminianos).
La iglesia se convirtió en basílica menor con el breve apostólico Lombardi in Urbe de Pío XI de 21 de diciembre de 1929
La iglesia alberga numerosas obras artísticas: la bóveda central está pintada al fresco con una Caída de los ángeles rebeldes (1677-1679) por Giacinto Brandi; el retablo del altar, que representa a los Santos Ambrosio y Carlos Borromeo con la Virgen y Jesús, fue pintado alrededor del año 1685-1690 por Carlo Maratta. La decoración de estuco fue obra de Giacomo y Cosimo Fancelli. La estatua de los santos se debe a Francesco Cavallini. También trabajaron en la iglesia otros artistas, como Girolamo Troppa, Pasquale de' Rossi, Luigi Garzi, Francesco Rosa, Giovan Battista Boncori, y Fabbrizio Chiari.

## Historia

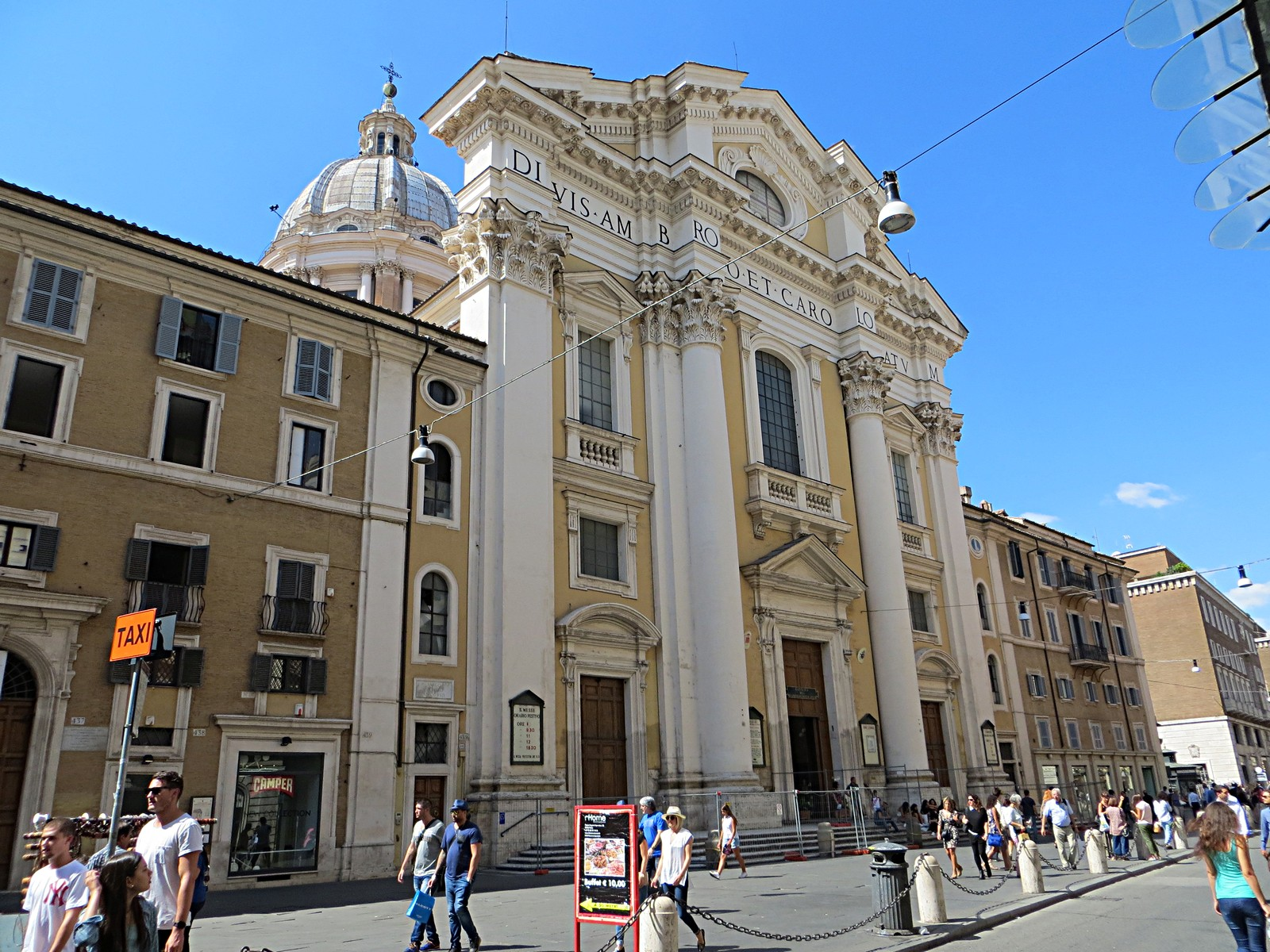
Vista en escorzo de la iglesia

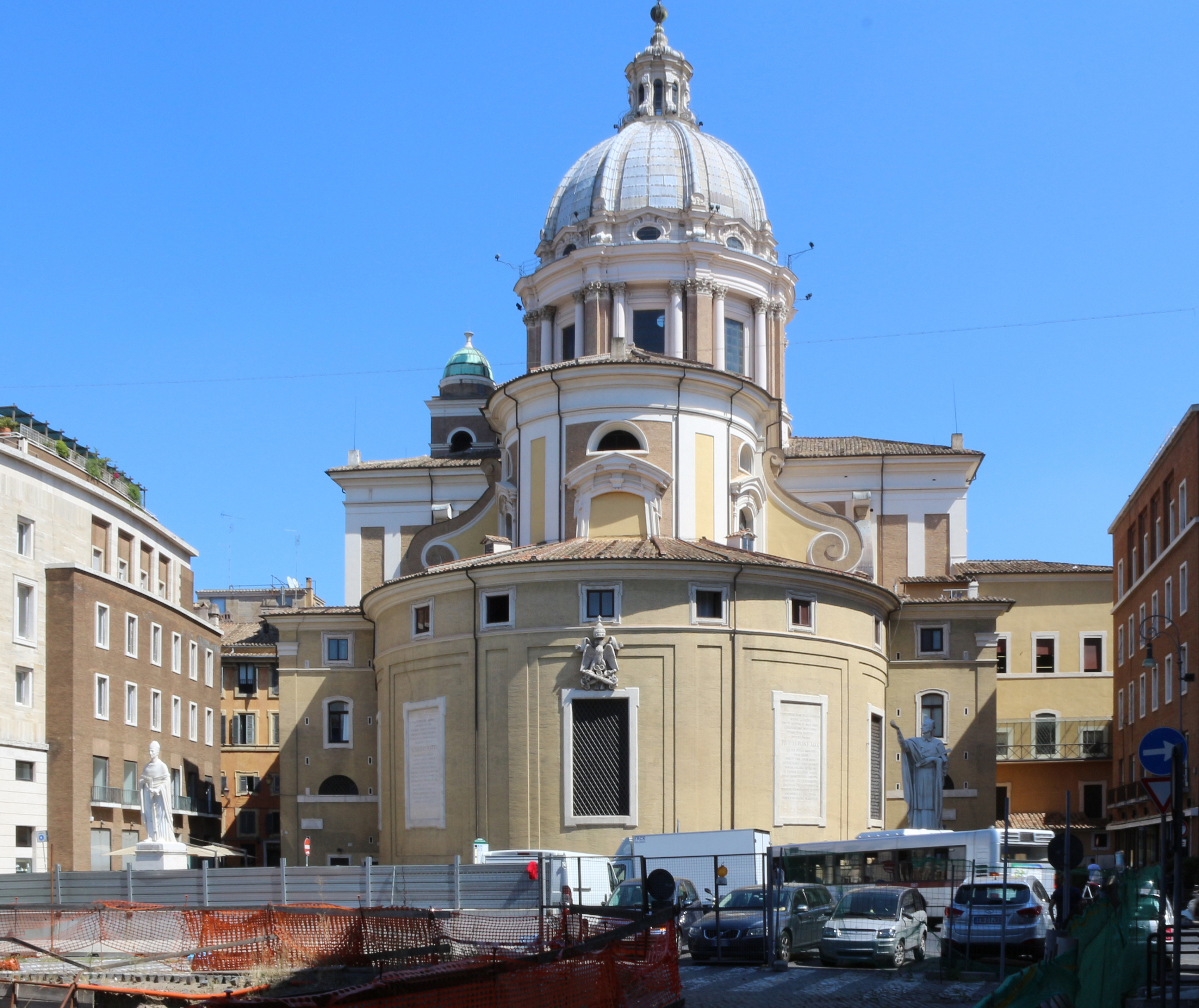
Vista del ábside y de la cúpula.

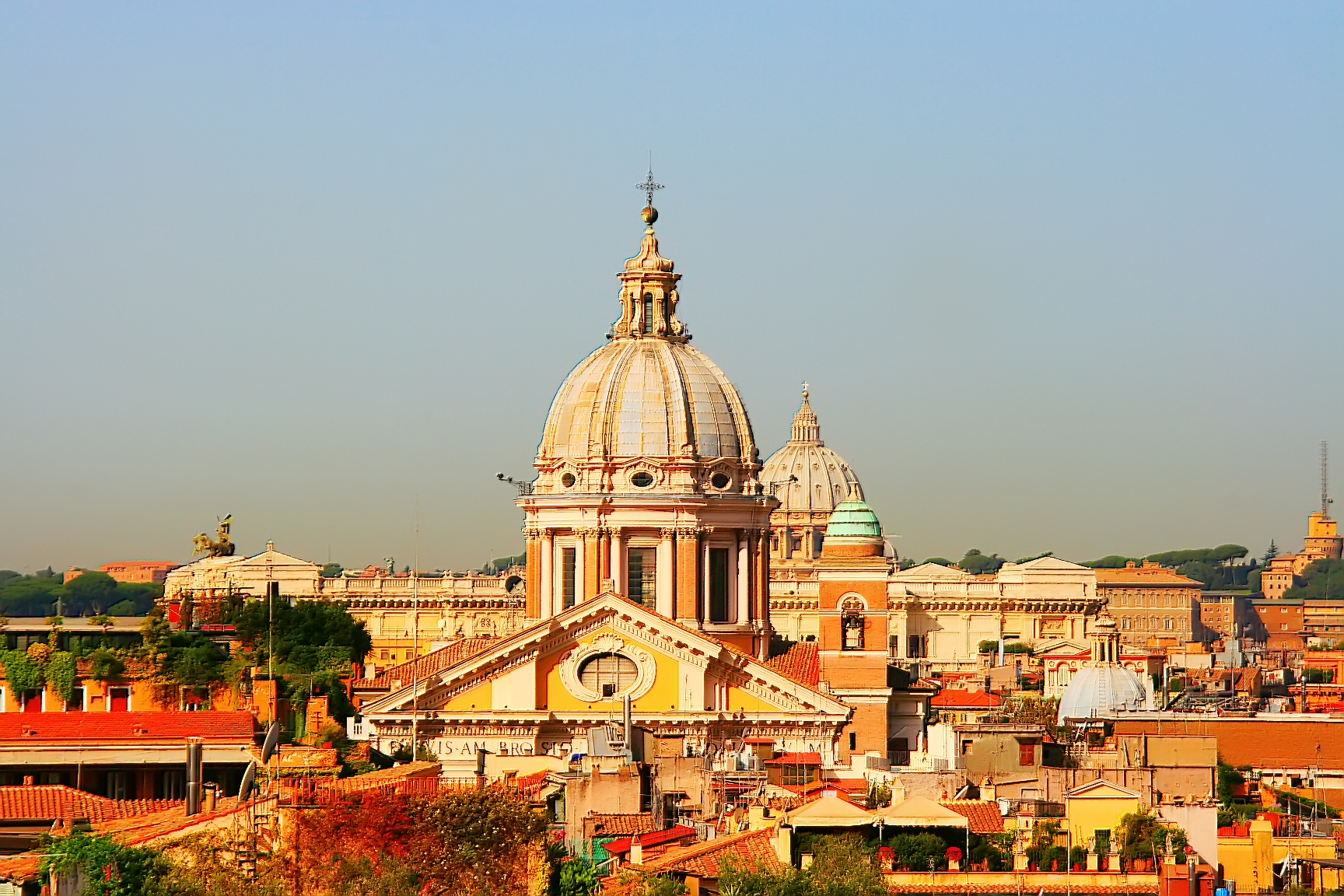
Vista de San Carlos desde lo alto de las escaleras de la plaza de España.

El 29 de agosto de 1471,  el papa Sixto IV aprobó la fundación de la Cofradía de los Lombardos (Confraternita dei Lombardi), muy numerosos en Roma, y les dio como sede la Iglesia de San Nicola (o Niccolò) de Toffo en Campo Marzio. Esta antigua iglesia, ya mencionada en documentos papales del siglo X, fue rebautizada con el nombre de San Ambrosio al que se añadió el de San Carlo tras la canonización en 1610 de Carlo Borromeo) hasta la construcción de la iglesia actual, en el mismo solar que la anterior, que fue demolida. El corazón de San Carlo Borromeo se conserva allí como reliquia.
La iglesia actual fue diseñada inicialmente por Onorio Longhi,  en honor de la canonización de san Carlos Borromeo en 1610. La novedad del proyecto fue la elección, para el presbiterio, de un gran deambulatorio detrás del altar mayor, deliberadamente inspirado en la arquitectura de la catedral de Milán.
Las obras de construcción continuaron lentamente debido a la falta de fondos. Tras la muerte de Onorio, cabe señalar una breve participación de Borromini y la participación más continuada de Martino Longhi, el Joven., hijo de Onorio, quien llevó a cabo un diseño no realizado para una fachada cóncava intercalada entre dos campanarios cilíndricos salpicados por una multitud de columnas de travertino.
Desde 1906, el cuidado de la basílica está encomendado a los sacerdotes del Instituto de la Caridad.
En esta basílica fue ordenado obispo Angelo Giuseppe Roncalli el 19 de marzo de 1925, el milanés Efrem Forni el 20 de febrero de 1938 y Clemente Riva el 22 de junio de 1975. Este último fue rector de la basílica en 1966.

## Descripción

### Arquitectura

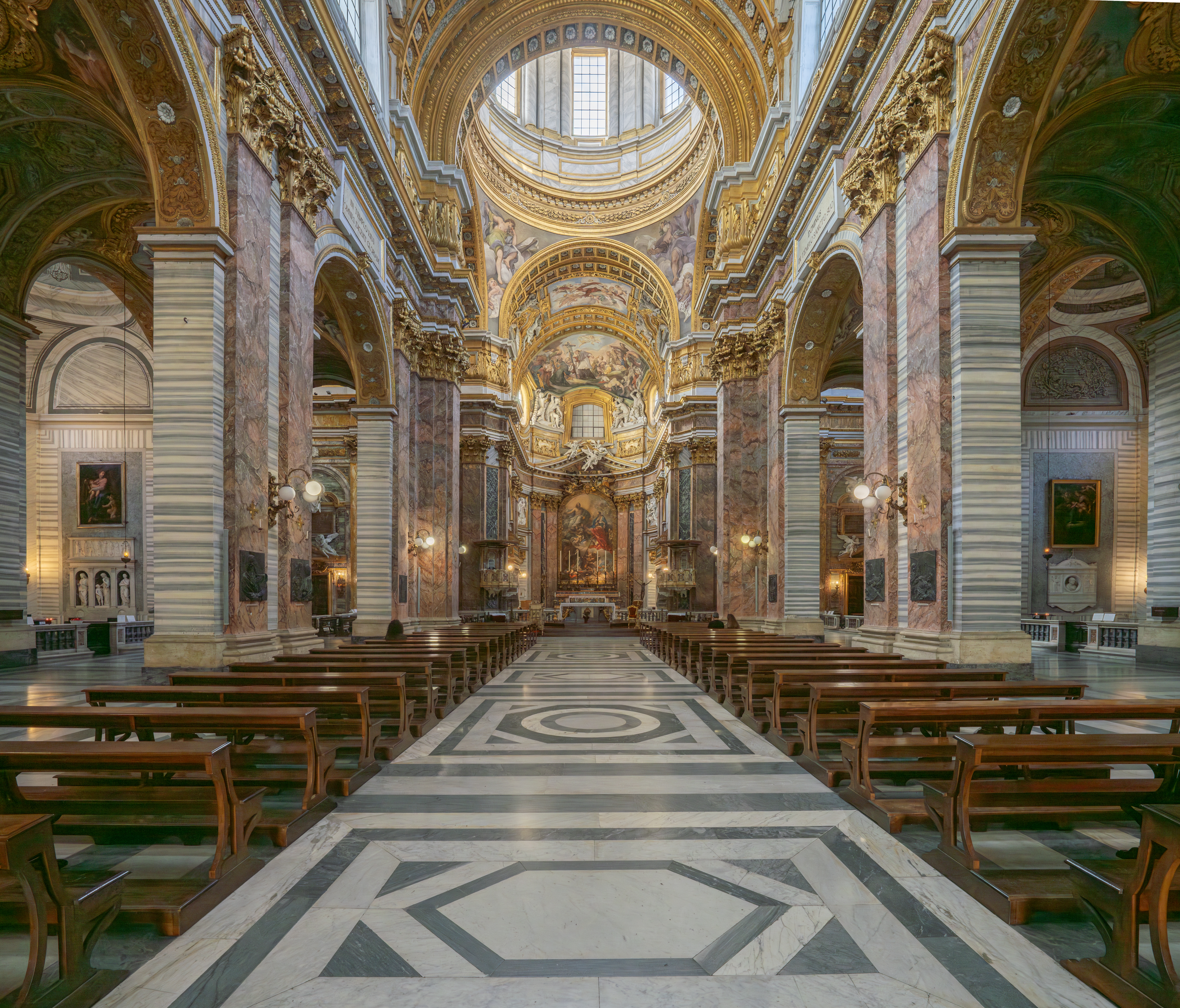
El interior

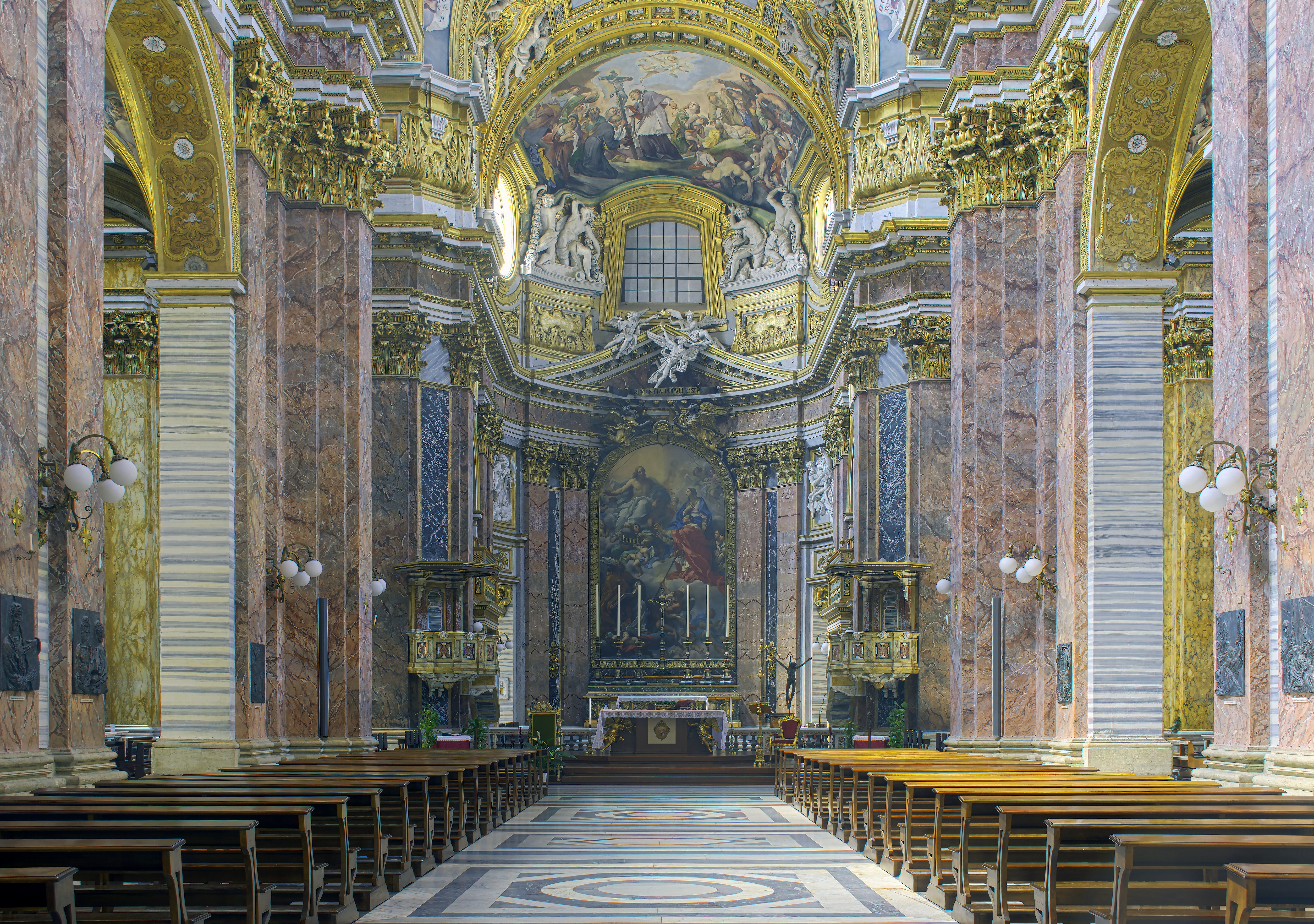
Interior

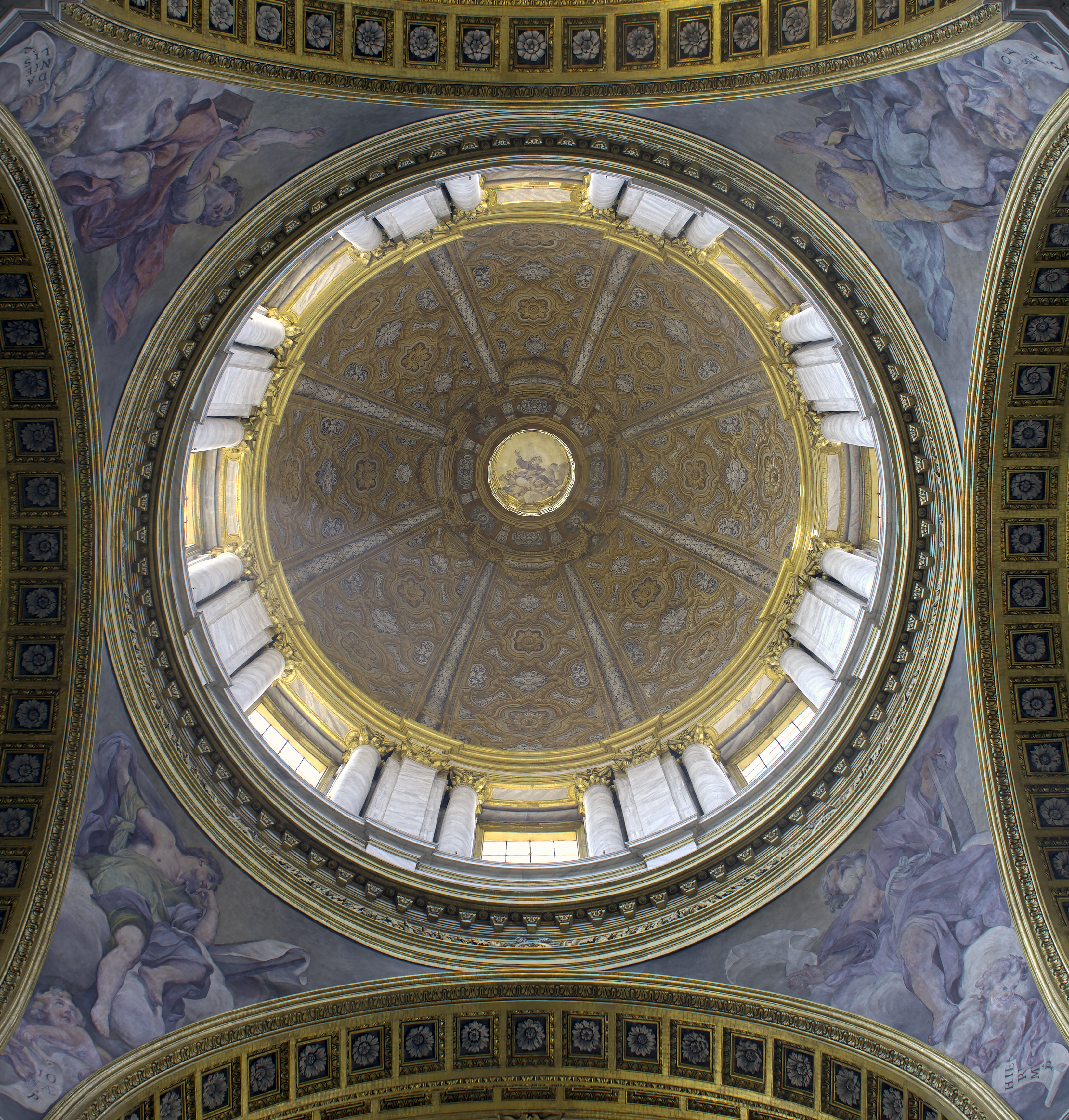
La cúpula

La fachada (1684) cuyo diseño se debe al propio cardenal Luigi Alessandro Omodei, bajo la dirección de G.B. Menicucci y del capuchino Fra Mario da Canepina Capuchino. Al cardenal que financió la finalización de la iglesia no le gustó el proyecto preparado por Carlo Rainaldi.
La basílica de tres naves tiene planta de cruz latina, una particularidad es el deambulatorio, que da la vuelta en torno al presbiterio como continuación de las dos naves laterales.
El edificio fue completado por Pietro da Cortona, quien diseñó la cúpula (1668) —actualmente la quinta más grande de Roma, después de la basílica de San Pedro del Vaticano, la basílica de San Juan Bosco, la basílica de San Pedro y San Pablo y la basílica de Sant'Andrea della Valle)— y la decoración de estuco de la bóveda (1669).
El interior, muy luminoso, rico en estuco (decoración de Giacomo y Cosimo Fancelli), falso mármol y frescos, es uno de los ejemplos más característicos del esplendor teatral del tardo barroco romano. La bóveda, la pila del ábside y las enjutas de la cúpula (similar a la de la la iglesia de San Lucas y Santa Martina) con los profetas están pintadas al fresco por Giacinto Brandi y Giovanni Battista Beinaschi. También de Brandi son las pinturas de los Santi in gloria en los brazos del transepto.
En el exterior, a los lados del ábside y frente al antiguo mausoleo de Augusto, se encuentran dos gigantescas estatuas de los santos titulares, entre las más grandes de Roma.

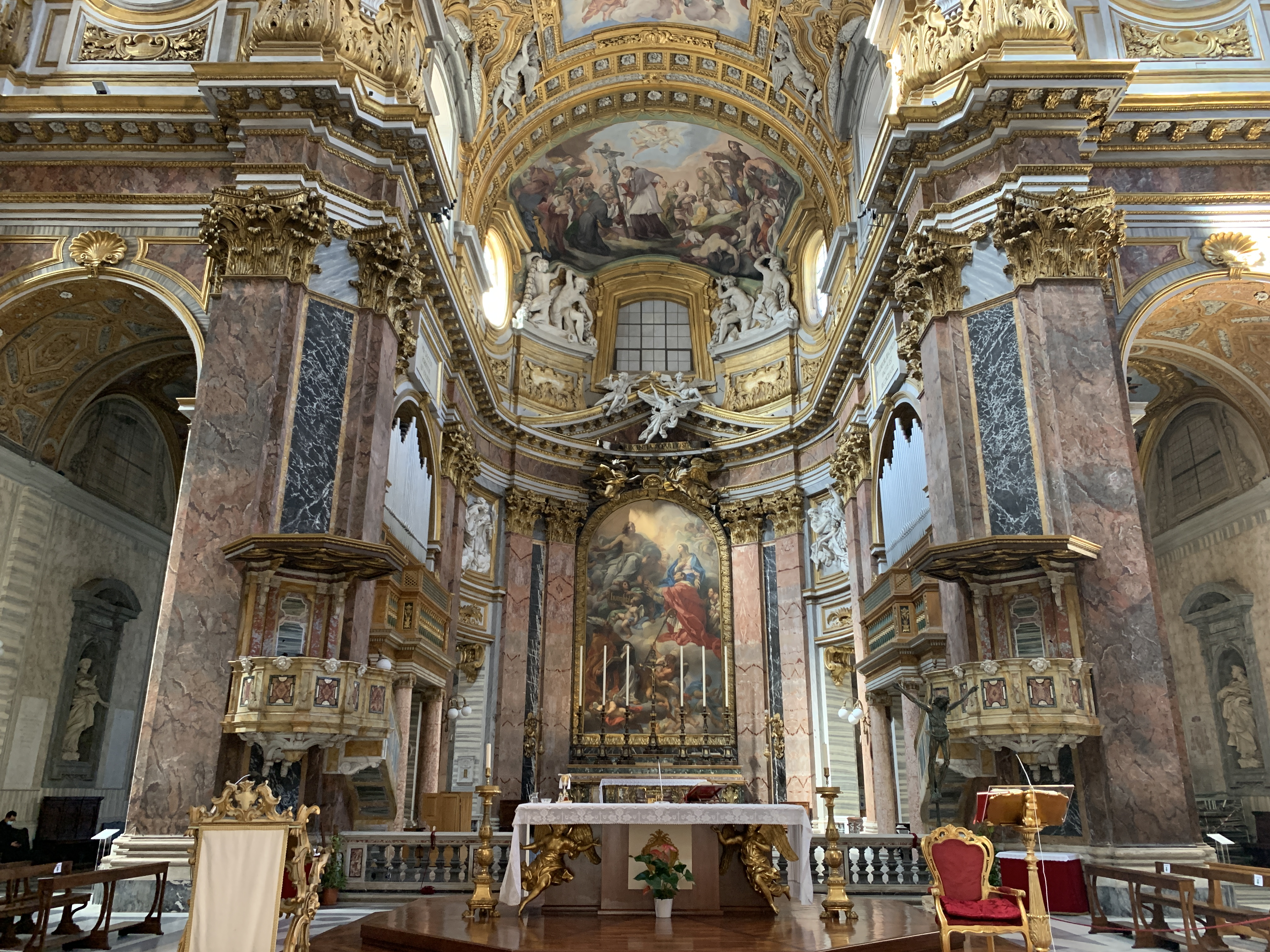
Altar principal
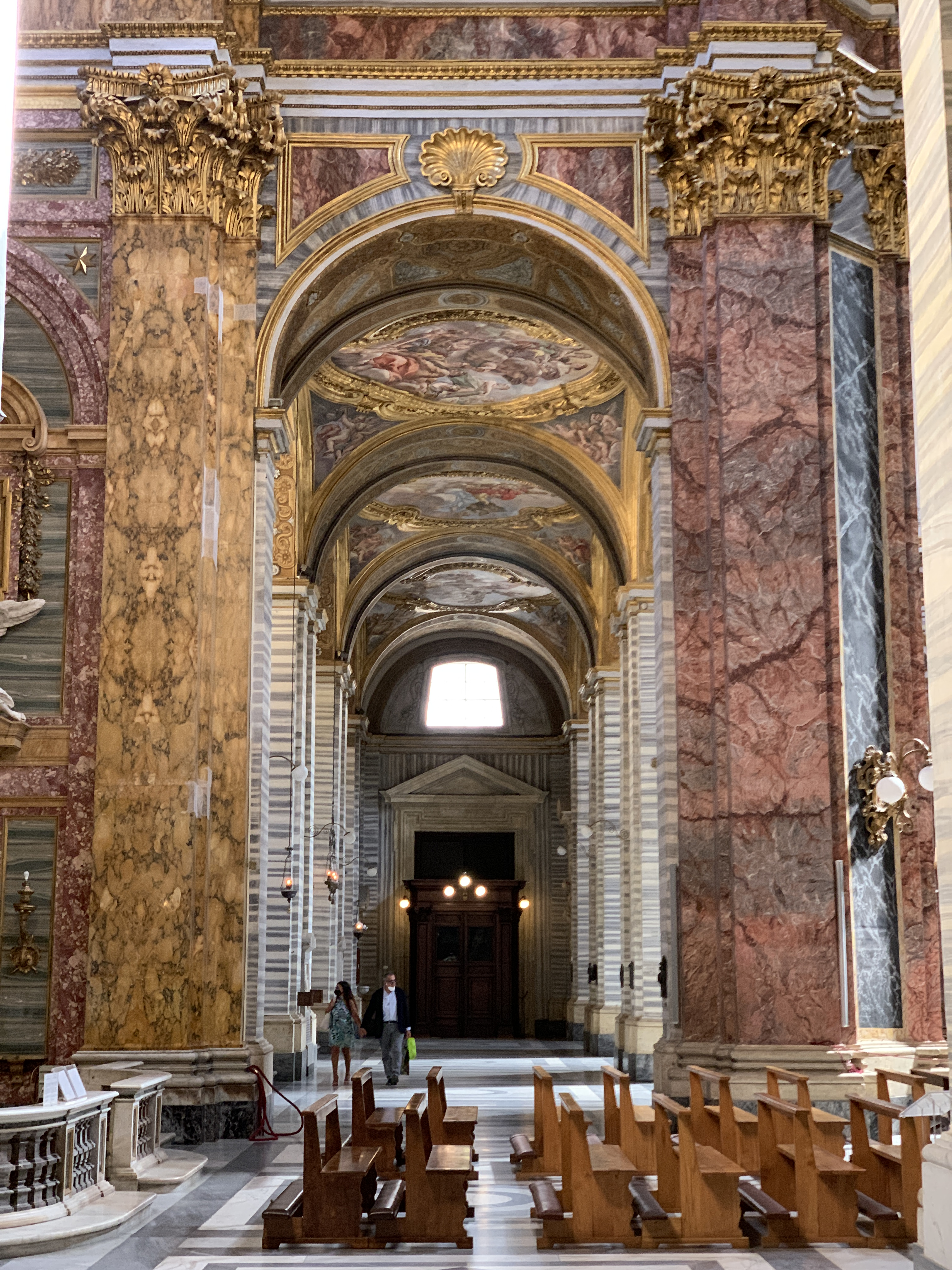
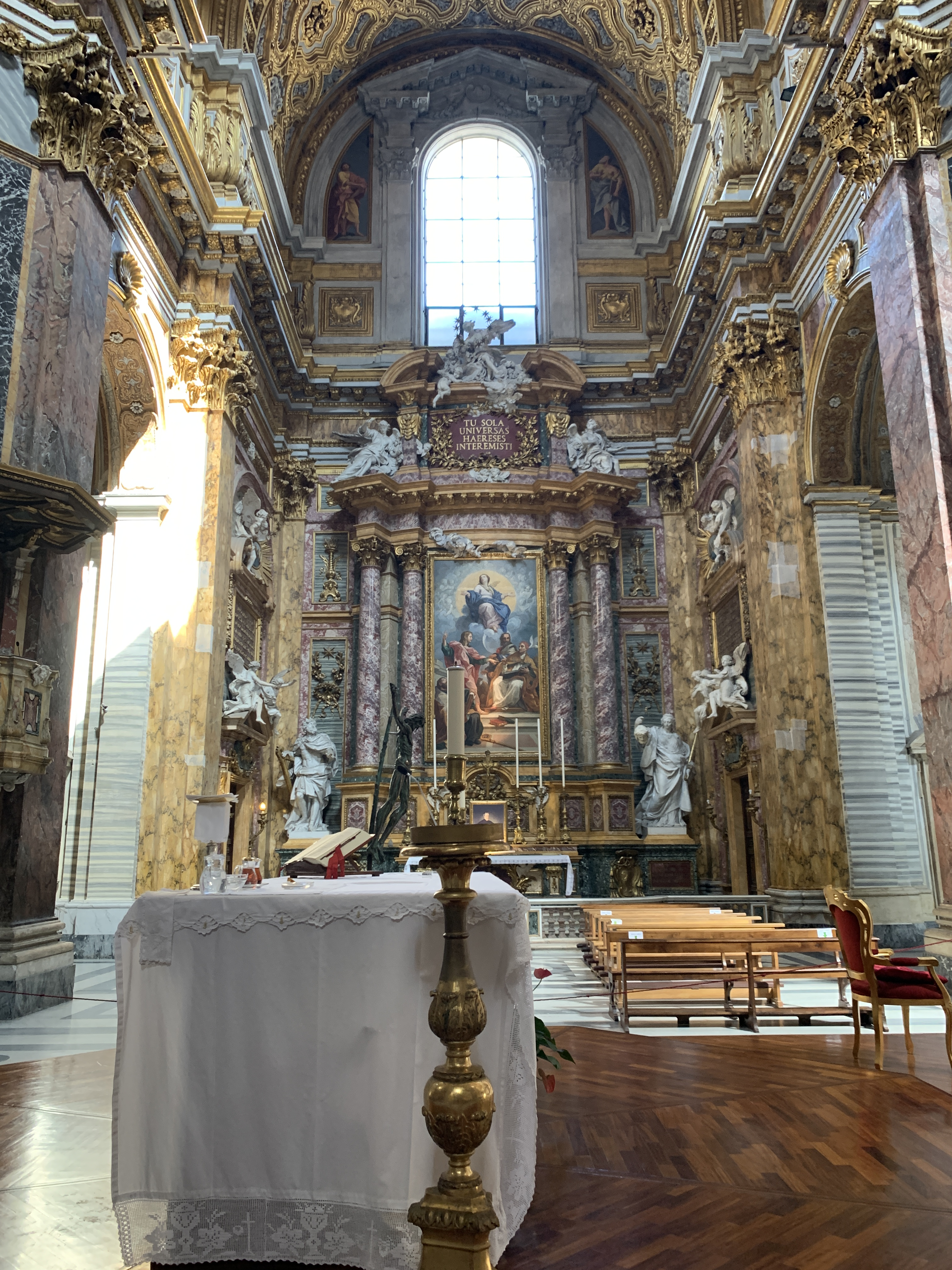
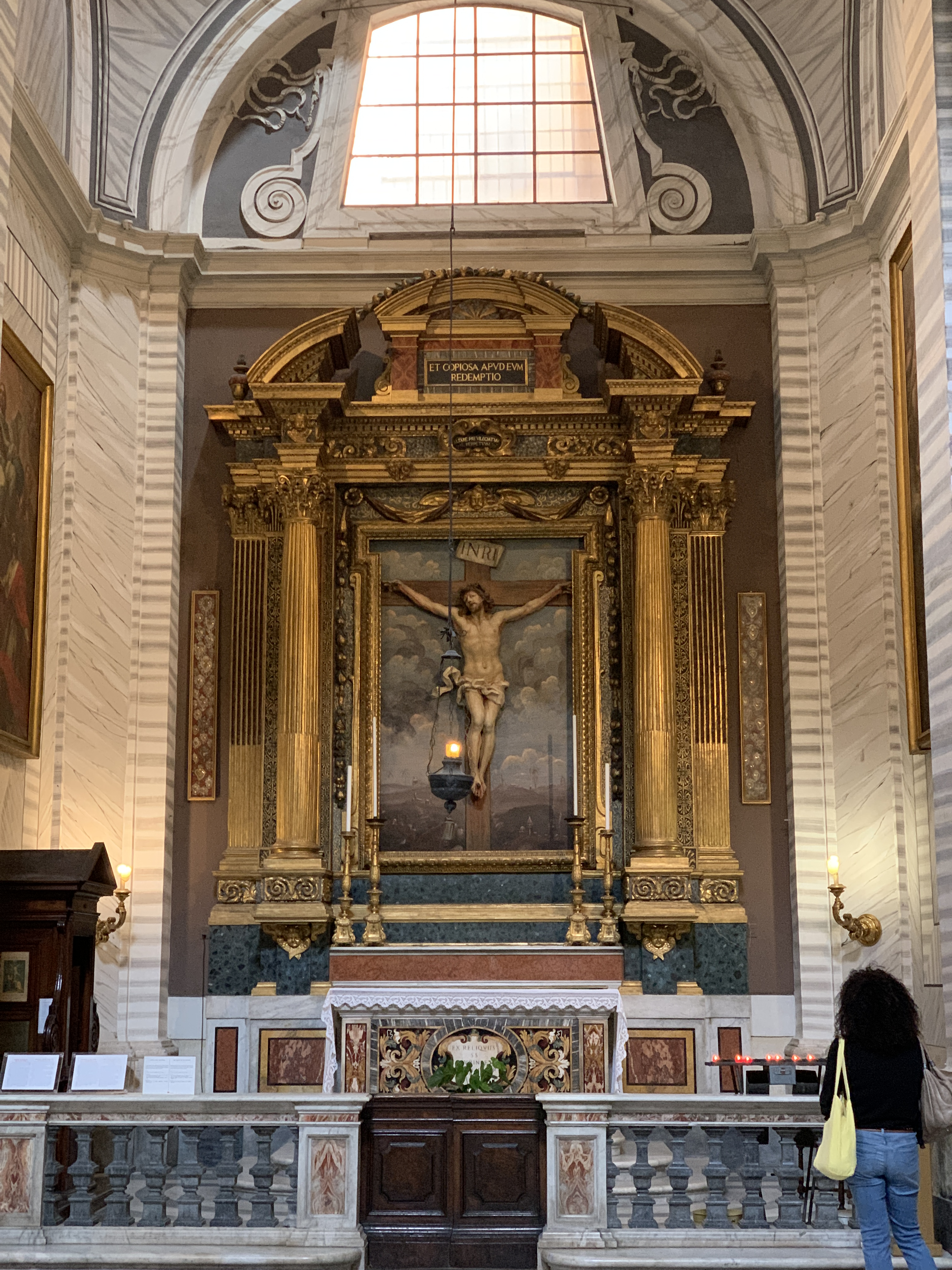
Fondo transepto
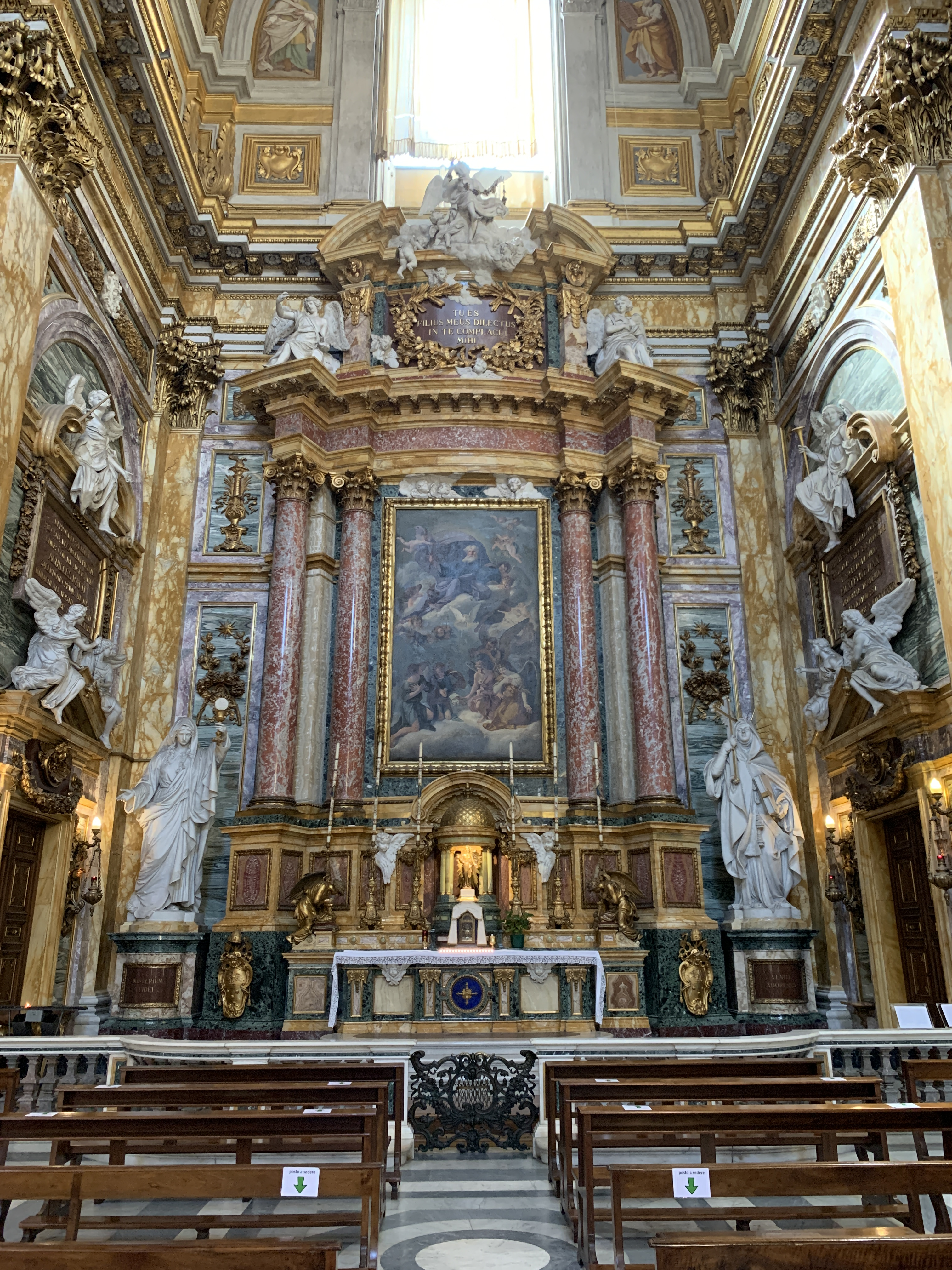
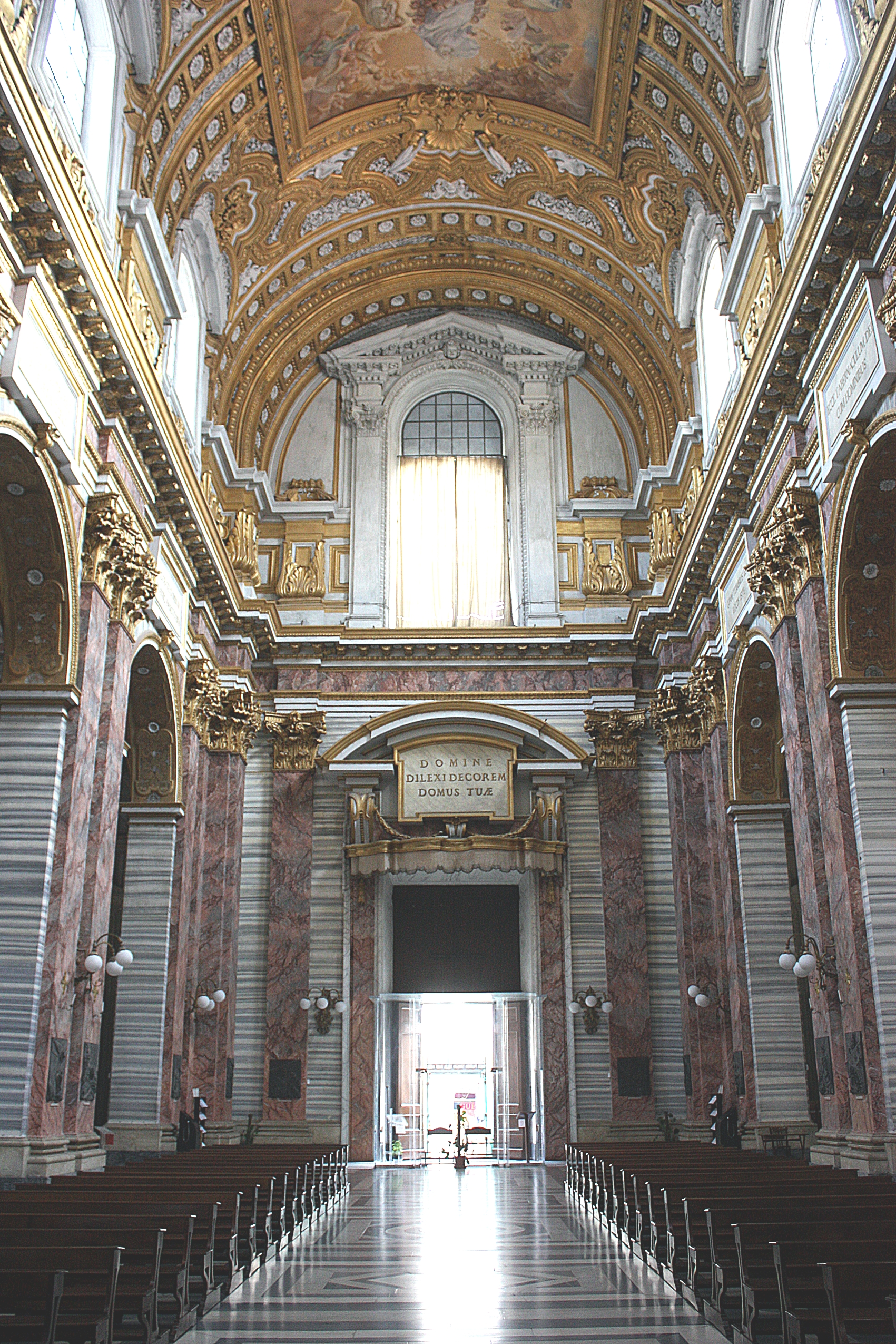
Entrada a la nave principal
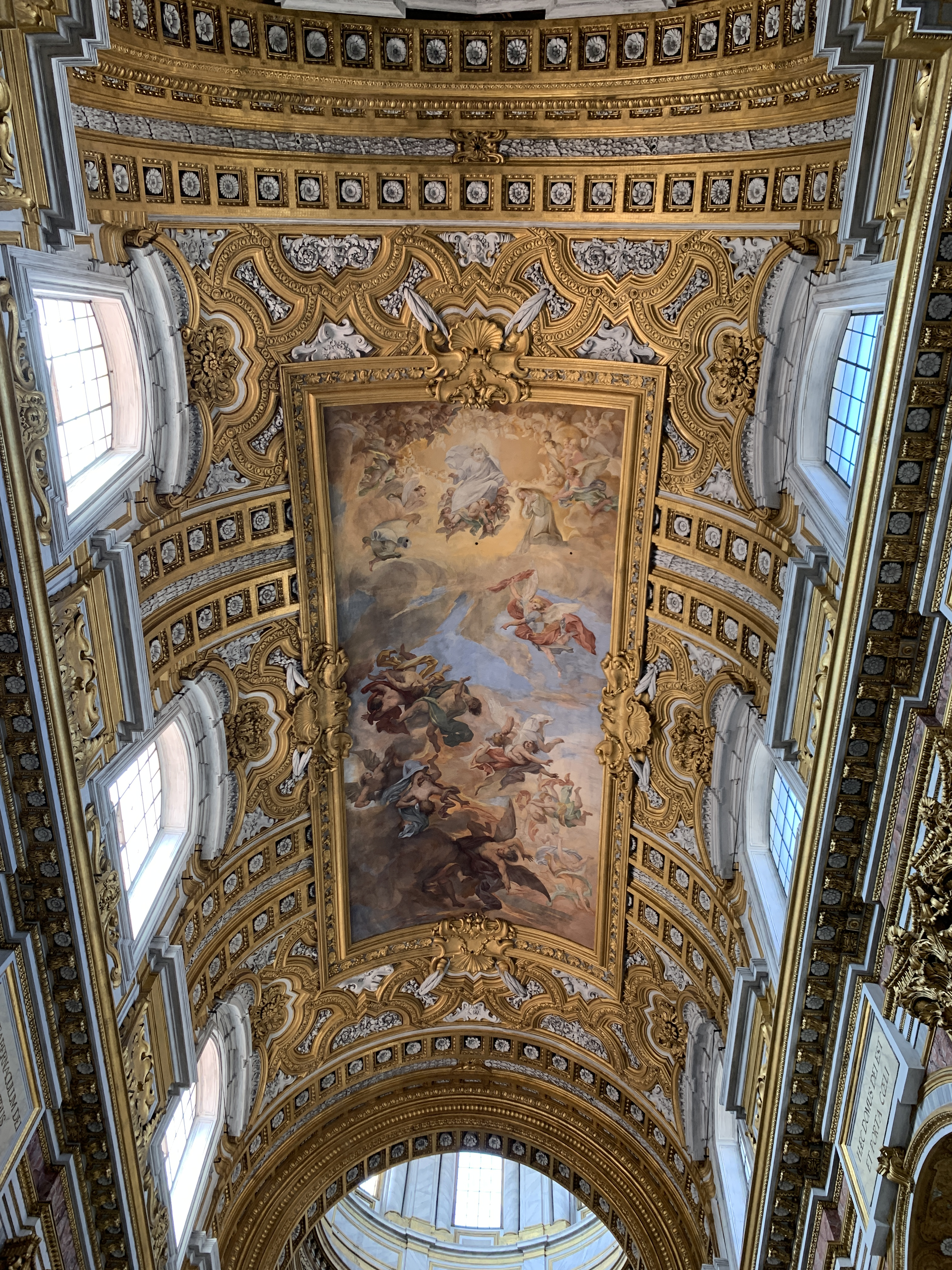
Frescos de la bóveda de la nave principal

### Obras artísticas
La bóveda del primer tramo de la nave lateral derecha está pintada al fresco por Paolo Albertoni, mientras que en la primera capilla de la izquierda cabe mencionar el retablo con  La profezia di San Barnaba di Pier Francesco Mola; en la iglesia también se conserva un cuadro de Pier Francesco Mazzucchelli detto il Morazzone.
- En la nave lateral derecha, se encuentran:
  - Moderazione, de Paolo Albertoni;
  - Giustizia, Pace, Legge e Verità, de Girolamo Troppa;
  - Religione, forza, purezza e castità, de Giovanni Battista Beinaschi.
    - La primera capilla  está dedicada a la Crucifixión y tiene un fresco de Vigilancia, obra de Paolo Albertoni;
    - La segunda capilla está dedicada a María Auxiliadora (Maria Auxilium Christianorum), tiene una imagen de la Virgen donada por san Vicente Pallotti en el siglo XIX;
    - La tercera capilla está dedicada a la Sagrada Familia..

- En la nave lateral izquierda:
  - Fede, de Luigi Garzi;
  - Misericordia, de Francesco Rosa;
  - Speranza e verità, de Pio Paolini.
  - En el lado izquierdo se representan al Redentor y a los Santos Ambrosio y Carlos, así como el monumento sepulcral de Federico Borromeo.
    - En la capilla dedicada a San Filippo Neri San Luigi Gonzaga tra gli appestati (a la derecha) y La comunione di San Stanislao Kostka (a la izquierda) de Giacomo Zoboli, ambas de 1726..
    - Capilla San Olaf de Noruega

- En el transepto derecho: Altar de la Inmaculada Concepción, fue erigido en 1769, probablemente por Paolo Posi en nombre del cardenal Erasmo Paravicini, altar que contiene una copia en mosaico de la Immacolata Concezione de Carlo Maratta en l Santa María del Popolo. Mármol policromado y bronce dorado decoran el altar. El retrato es una copia en mosaico de una pintura de Carlo Maratta en la Capilla Cybo en Santa María del Popolo. Las estatuas de mármol a ambos lados dell altar representan a David (de André Jean Lebrun) y a Judith (de Pietro Pacilli), los dos personajes bíblicos son igualmente antepasados y, en su devoción a Dios, precursores de María.

- En el transepto izquierdo: Altar del Santísimo Sacramento (1929), obra de Cesare Bazzani construido en memoria del jubileo en el oficio de Pío XI. La pintura  L'Eterno e gli Angeli in Preghiera  de Tommaso Luini (conocido como el Caravaggino) se exhibió originalmente en una de las capillas laterales antes de ser trasladada a su ubicación actual. Dos figuras de mármol representan alegorías de la Religión (de Eugenio Maccagnani) y de la Fe (de Guido Galli). El oratorio del siglo XVI dedicado a san Ambrosio se encuentra detrás del transepto izquierdo.

Detalles del interior
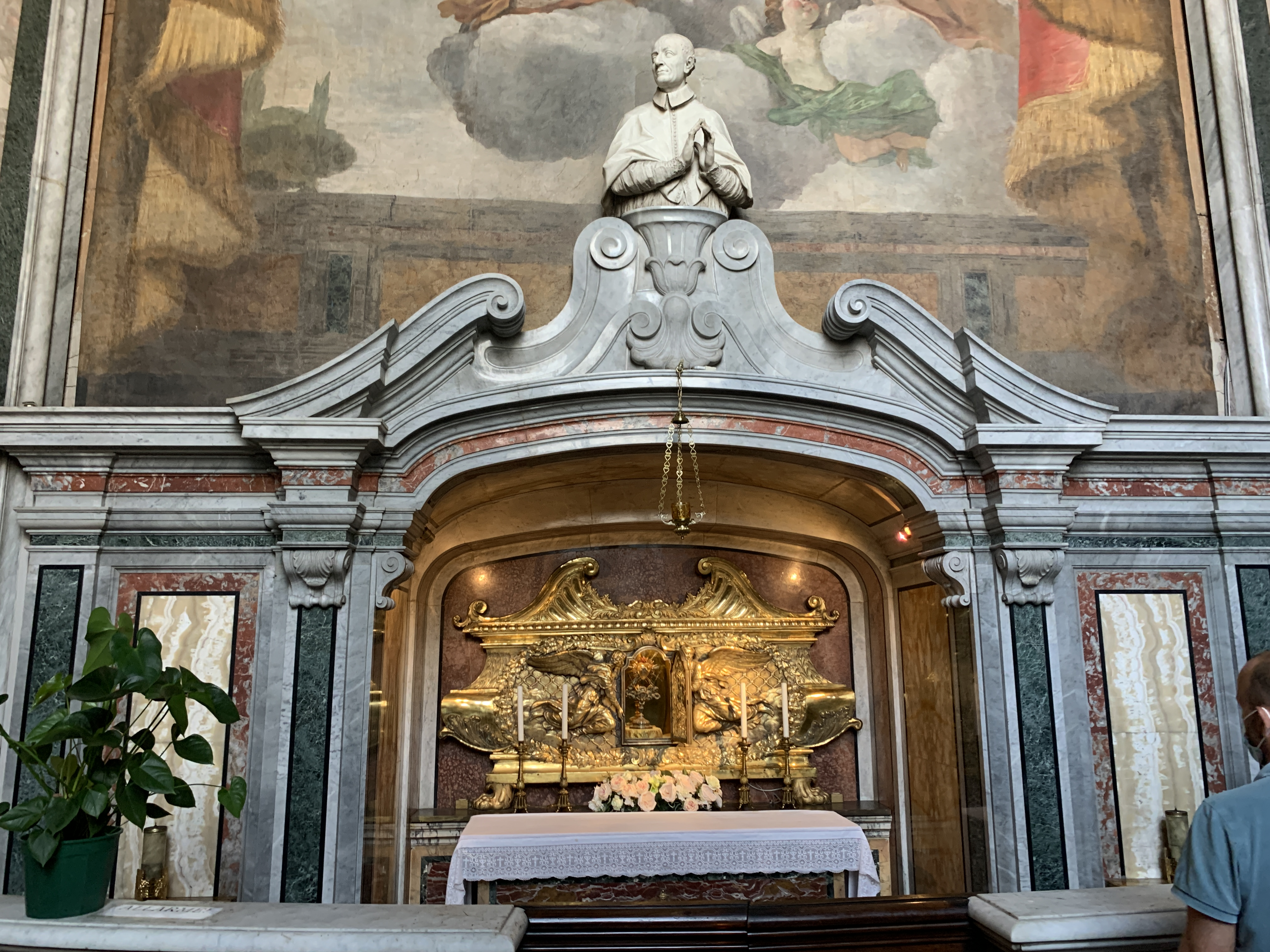
Altar con el relicario del corazón de San Carlos Borromeo
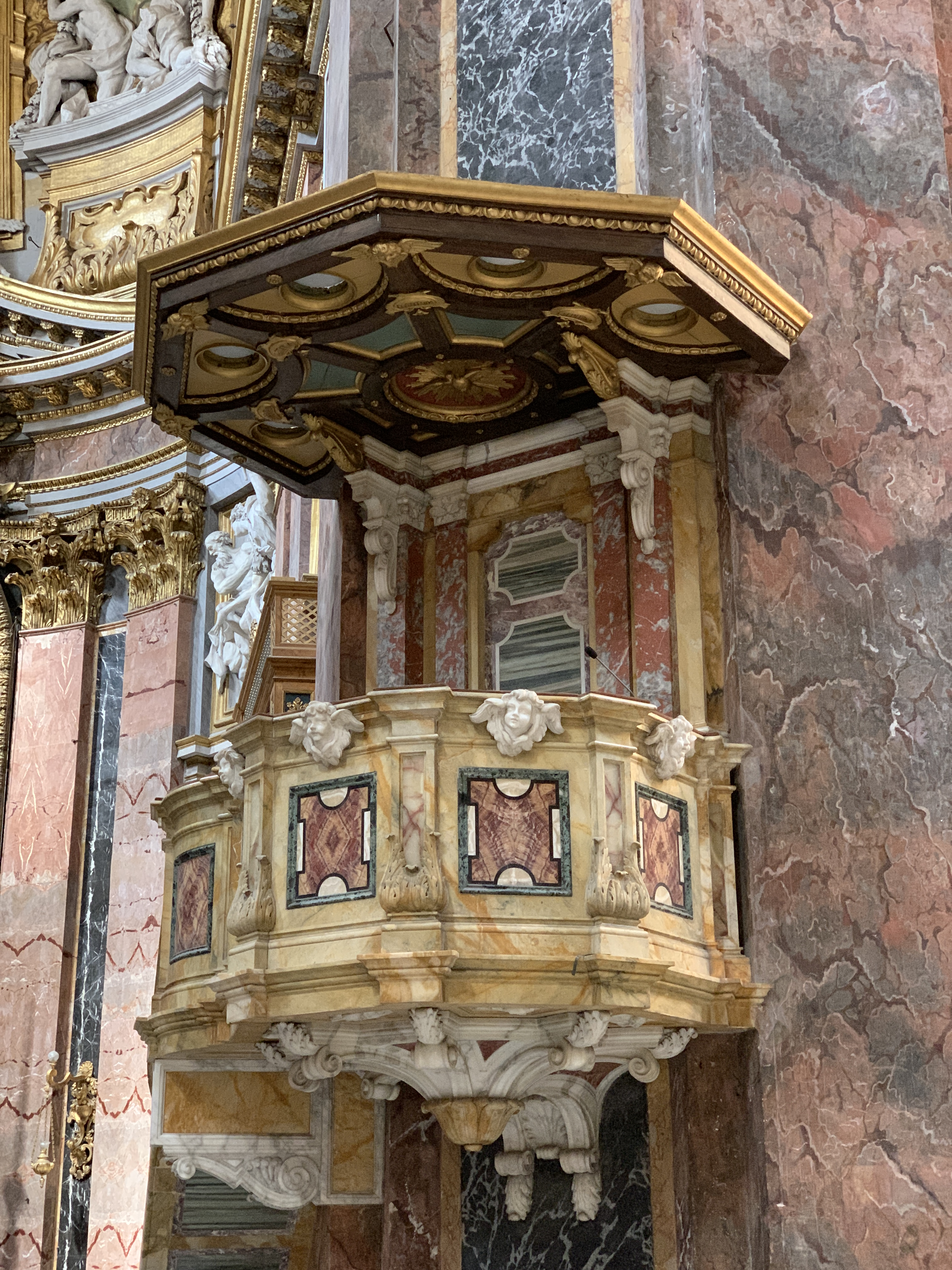
Púlpito
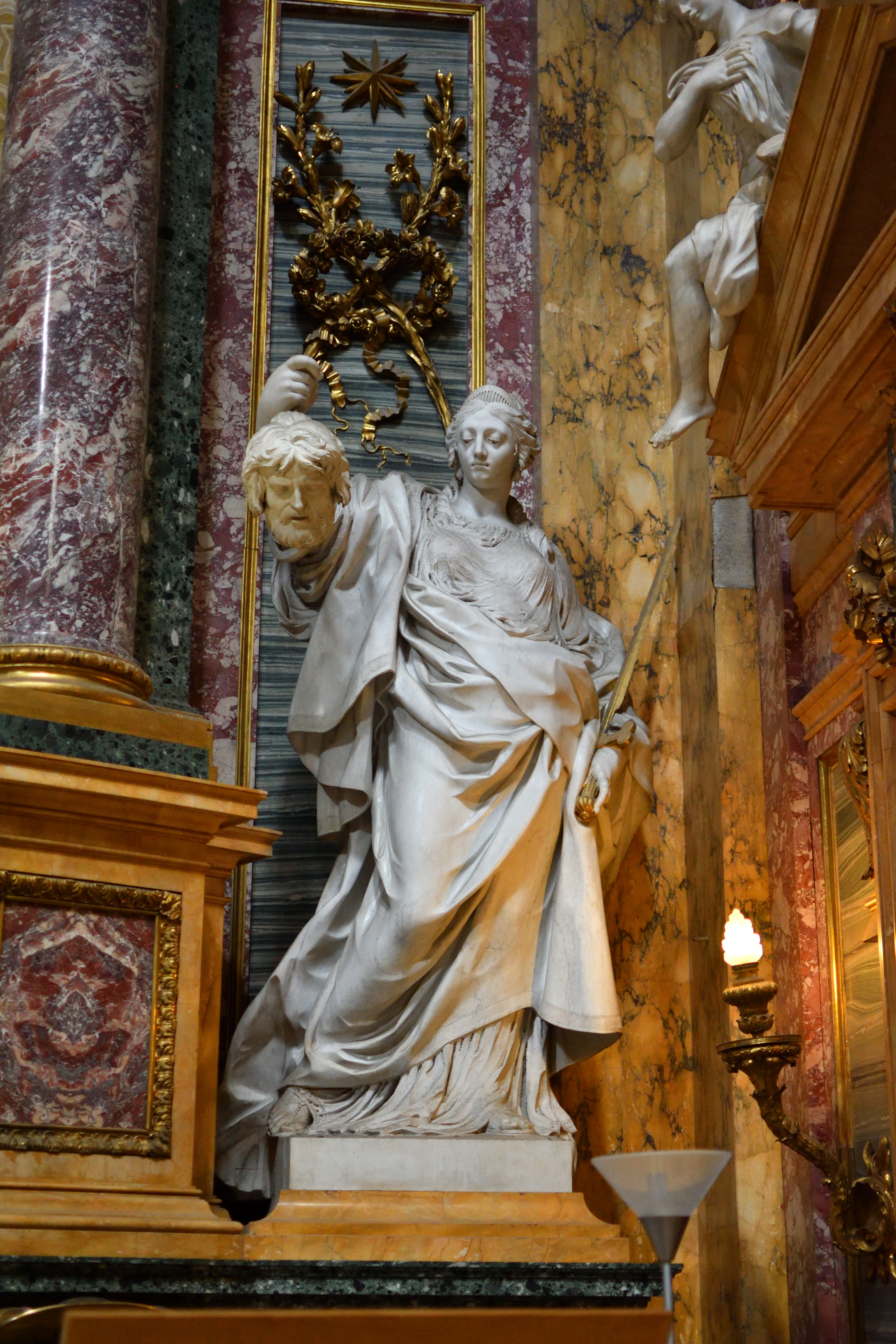
Judith (Pietro Pacilli) (transepto derecho)
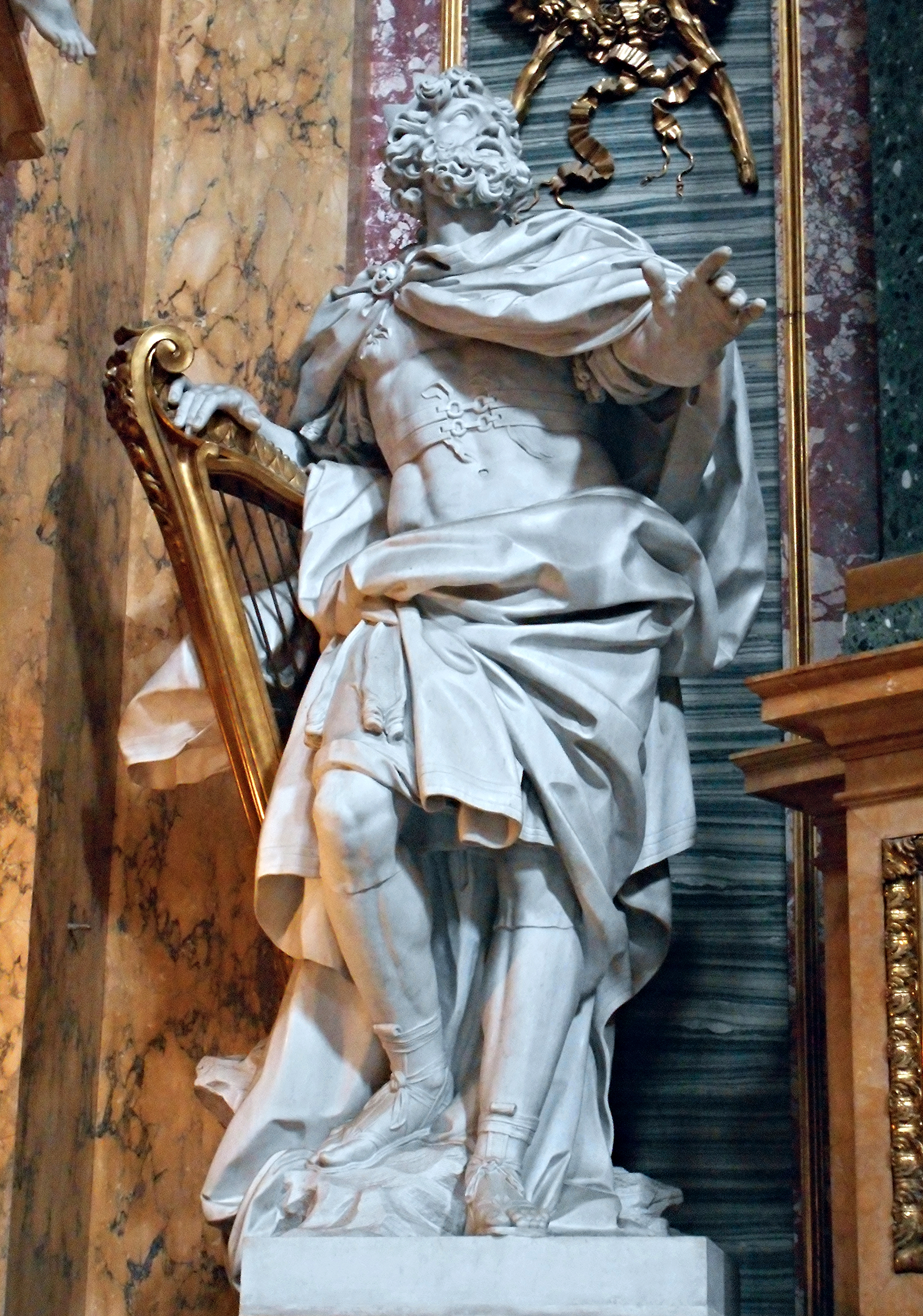
Rey David (de André Jean Lebrun) (transepto derecho)

- Altar mayor: Carlo Maratta y Giacinto Brandi fueron los responsables del proyecto arquitectónico, que se completó alrededor de 1730. Se llevó a cabo una restauración durante el pontificado de Pío XI. En el reverso del altar mayor se encuentra el llamado sacellum, altar en el que se guarda como reliquia el corazón de San Carlo Borromeo. En 1613 la reliquia fue enviada a Roma desde Milán y expuesta en un ostensorio sostenido por la figura de un ángel y una base de cristal. En 2011, con motivo del cuarto centenario de la canonización (1610-2010), la reliquia fue enviada a  Acquarica del Capo (LE), sede de la primera Parroquia de la Terra d'Otranto dedicada al Santo donde, durante la Santa Misa del 15 de mayo presidida por el cardenal Salvatore De Giorgi, fue expuesta a la veneración del pueblo con la colocación de una placa conmemorativa en la iglesia dedicada a la Patrona. Arriba, cuadro de San Carlo en Adoración de la Virgen y el Niño, adscrito a la escuela de Giacinto Brandi.
- Los frescos del techo del deambulatorio muestran representaciones alegóricas similares a las de las naves laterales:
  - Devozione, de Carlo Ascensi;
  - Umiltà, preghiera, perfezione e forza, de Giovanni Battista Boncore;
  - Pazienza, tolleranza e prudenza, de Fabrizio Chiari;
  - Vigilanza, de Ludovico Gemignani.

- Reliquia del corazón de San Carlo: la pintura Gloria degli Angeli, realizada por Luigi Garzi en los años 1678-1681, se ha girado 180° con respecto a los demás frescos, ya que originalmente se suponía que era visible desde el altar mayor ante el cuadro de Maratta (Gloria dei santi Ambrogio e Carlo)  se colocó sobre el Sacellum.

La Basílica también conserva  La Trinità de Tommaso Luini y el busto marmoreo  del cardenal Luigi Omodei de Agostino Cornacchini  colocado en la nave principal.
También cabe destacar:
- Discesa dalla Croce, de J. Cornelisz Cobaert;
- Las estatuas de santos, de Francesco Cavallini.
- El escultor italiano contemporáneo Fernando Mario Paonessa ha creado dos importantes obras escultóricas para la Basílica: el Via Crucis, 16 paneles de bronce de 85x15x100 cm, colocados mirando hacia la nave central y el Consummatum Est en bronce, de 250 cm de altura, representando a Cristo sobre el árbol de la vida. Un Cristo de figura esbelta como una sombra etrusca, que se libera de la cruz y, en el amplio gesto de sus manos, indica ya la Resurrección.[3]

Capillas
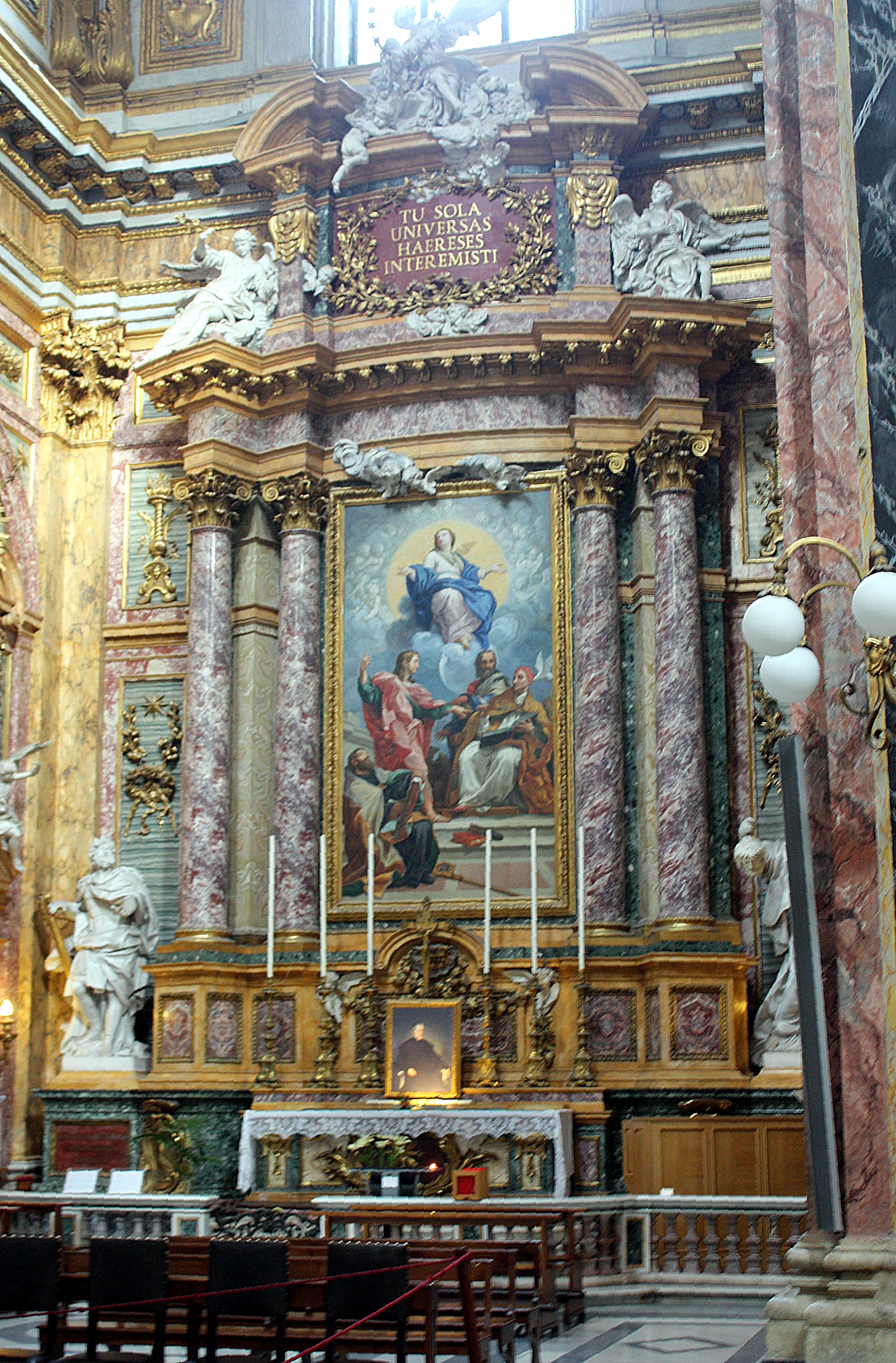
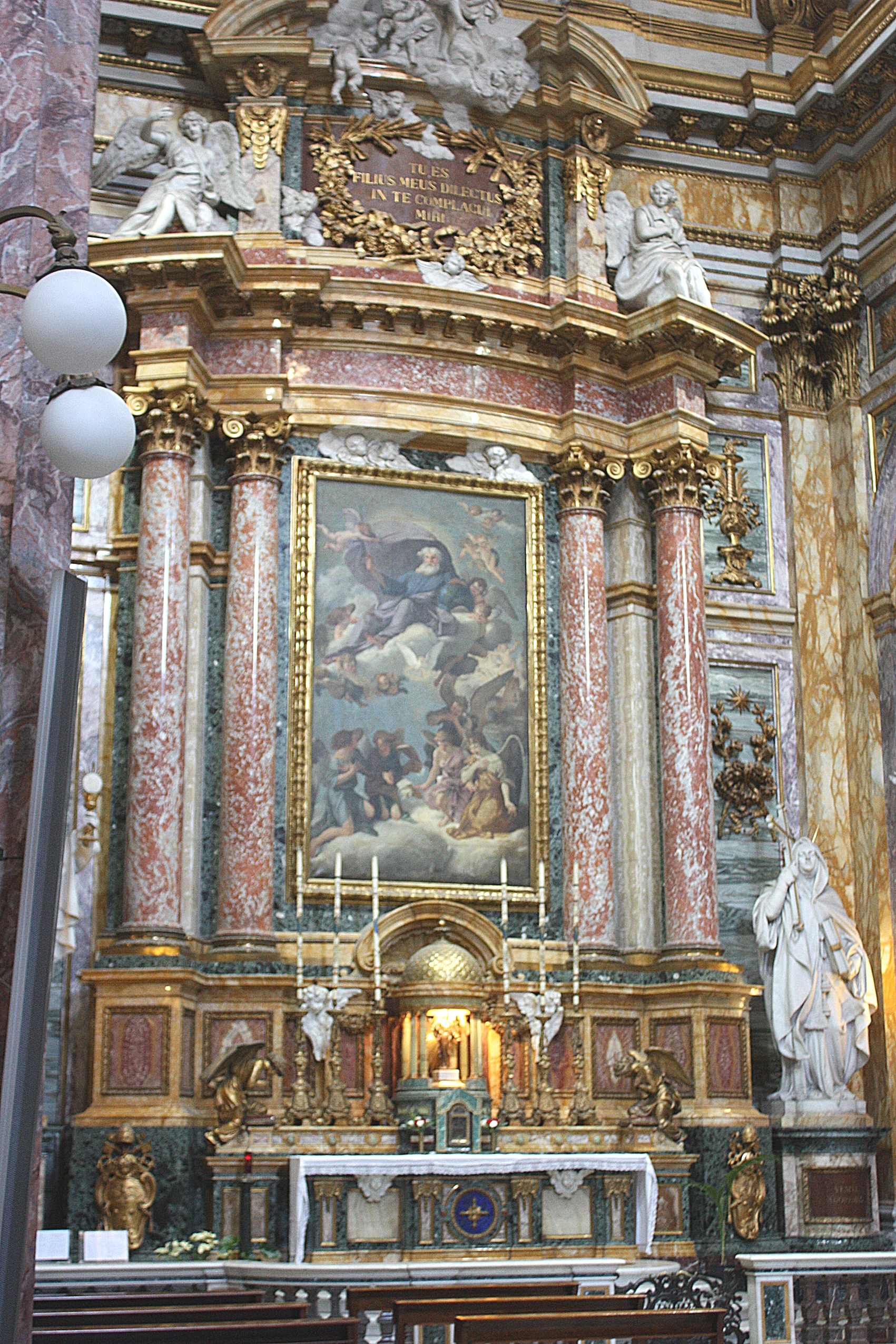
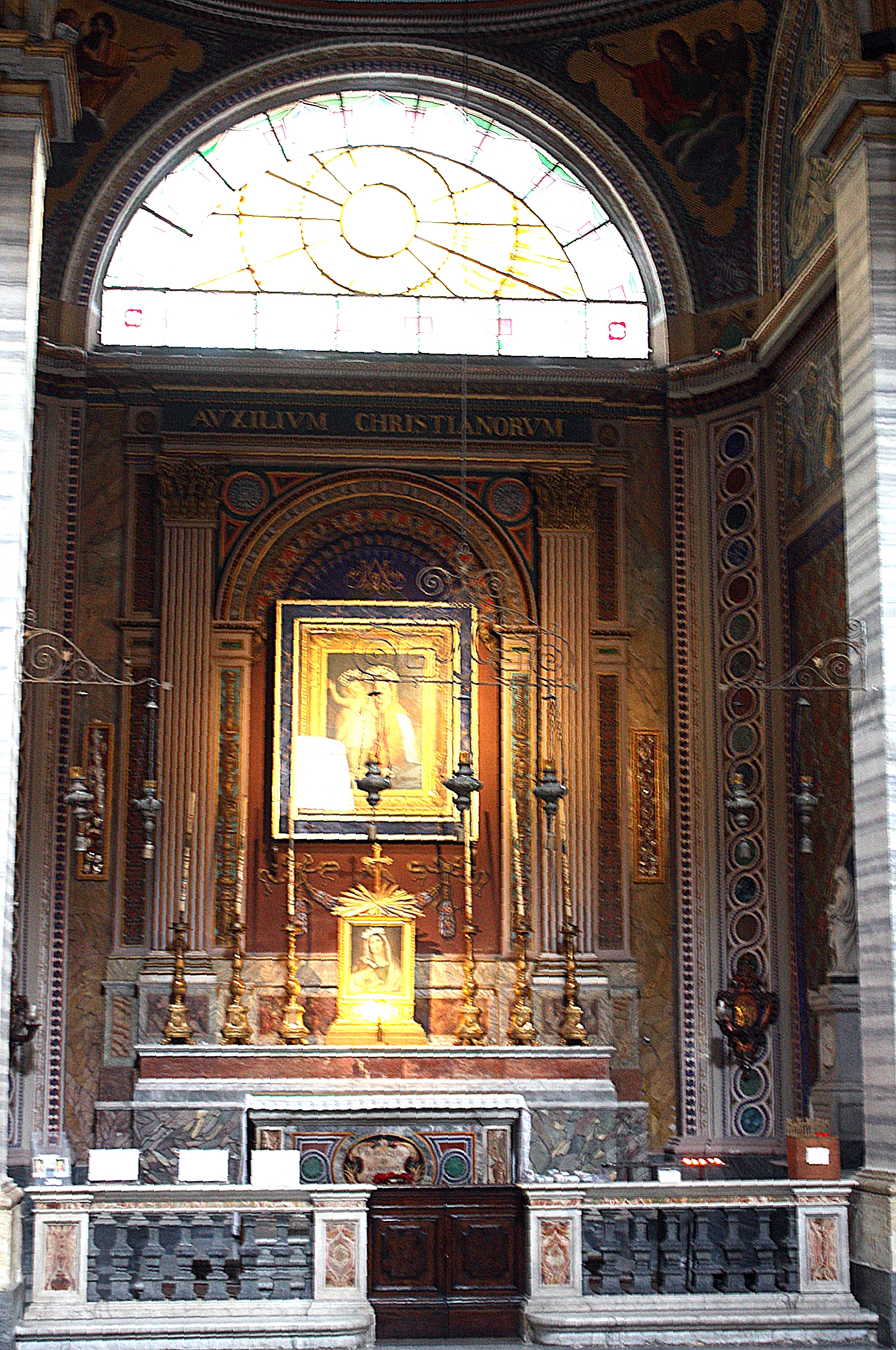
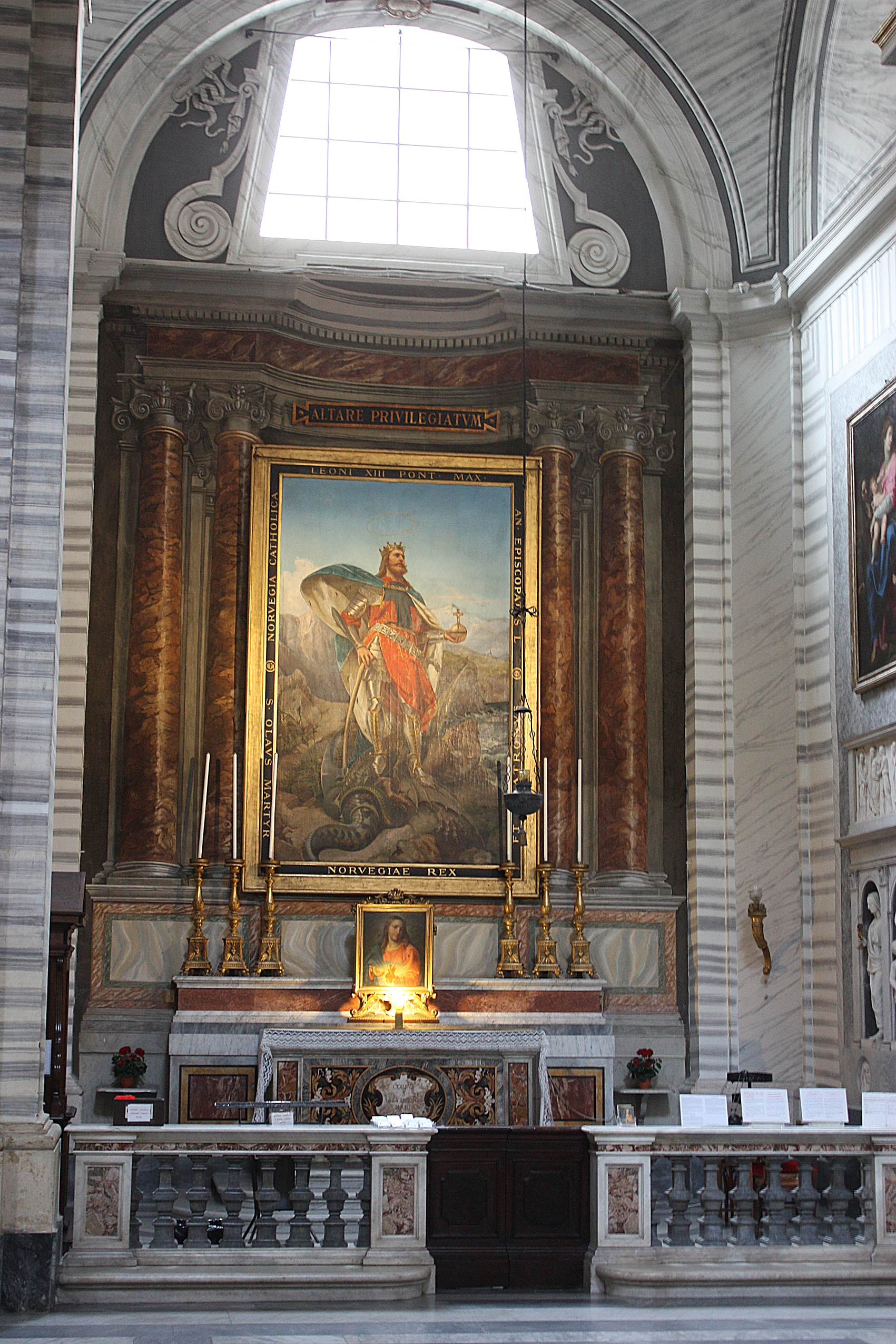
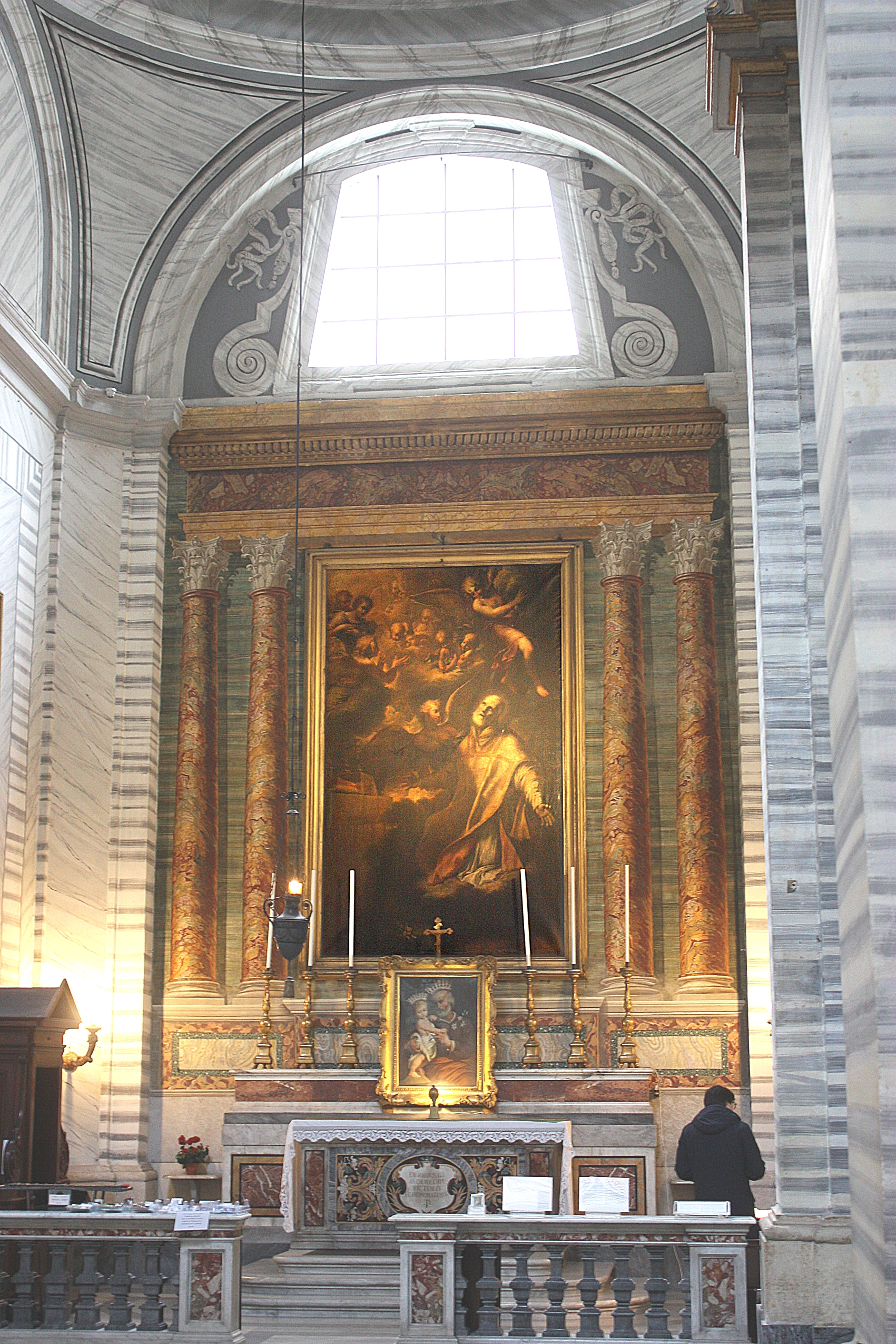

#### Capilla de San Olaf
La capilla de san Olaf de Noruega, a la izquierda de la nave, está dedicada al rey mártir que se convirtió al Cristianismo y resultó muerto en la batalla de Stiklestad en 1030. La capilla fue inaugurada por el cardenal Lucido Maria Parocchi el 9 de abril de 1893, en el 50.º aniversario de la primera misa celebrada legalmente en Noruega desde la Reforma.
La pintura, obra del polaco Pius Weloński, representa la victoria del rey vikingo sobre su propio pasado pagano, representado por un dragón. Fue un regalo, presentado el 3 de marzo de 1893, al papa León XIII para el 50.º aniversario de su ordenación episcopal. El obispo Johannes Olav Fallize, entonces vicario apostólico de Noruega, había pedido que se colocara en esta capilla y fue desvelado por el chambelán papal, el barón Wilhelm Wedel-Jarlsberg. El papa apoyaba la idea de una capilla noruega en Roma.
Una imagen más pequeña en el altar muestra a santa Ana y su hija, la Virgen. Santa Ana era una santa muy popular en la Noruega anterior a la Reforma. Las reliquias de un mártir romano, san Saturnino, están enterradas en el altar. Nada se sabe de él salvo el nombre.
La capilla fue restaurada, y se inauguró de nuevo por John Willem Gran, el obispo de Oslo, en 1980. La iniciativa de esta restauración partió de Cecilie Ciss Riber-Mohn (que no era católica, y que murió en 1978, antes de que se terminara la restauración), Olga Térése Olgese Mowinckel Ringler y su esposo italiano Andrea Ringler. Rieber-Mohn había conservado también la capilla en los años sesenta, cuando se habló de usarla para otros propósitos.
La misa se celebra en noruego en Navidad, el 17 de mayo (Día de la Constitución) y el 16 de octubre (fiesta de la conversión de san Olav), y participan muchos expatriados noruegos, incluidos los no católicos.  Las misas de réquiem se celebran para los noruegos que tengan alguna conexión con Roma. Los grupos de peregrinos noruegos pueden concertar una cita para celebrar aquí una misa, y a veces grupos de turistas vienen aquí para servicios ecuménicos.